# Fleischbank (Karwendel)
Die Fleischbank  ist ein 2026 m ü. A. hoher Berg im Karwendel in Tirol im Grasbergkamm, der das Rißtal zwischen Hinterriß und den Hagelhütten (1077 m ü. A.) auf der nördlichen Seite begleitet. Der Gipfel ist aus dem Rißtal von der Jagdhütte gegenüber dem Johannestal kurz nach der Mautstation (942 m ü. A.) als unschwierige Bergtour erreichbar. Er wird auch im Zuge einer Höhenwanderung über den Grasbergkamm von der Tölzer Hütte zur Plumsjochhütte begangen.